# Bavilia flavocostata
Bavilia flavocostata är en fjärilsart som beskrevs av Heinrich Benno Möschler 1880. Bavilia flavocostata ingår i släktet Bavilia och familjen nattflyn. Inga underarter finns listade i Catalogue of Life.